# Godvrezenden

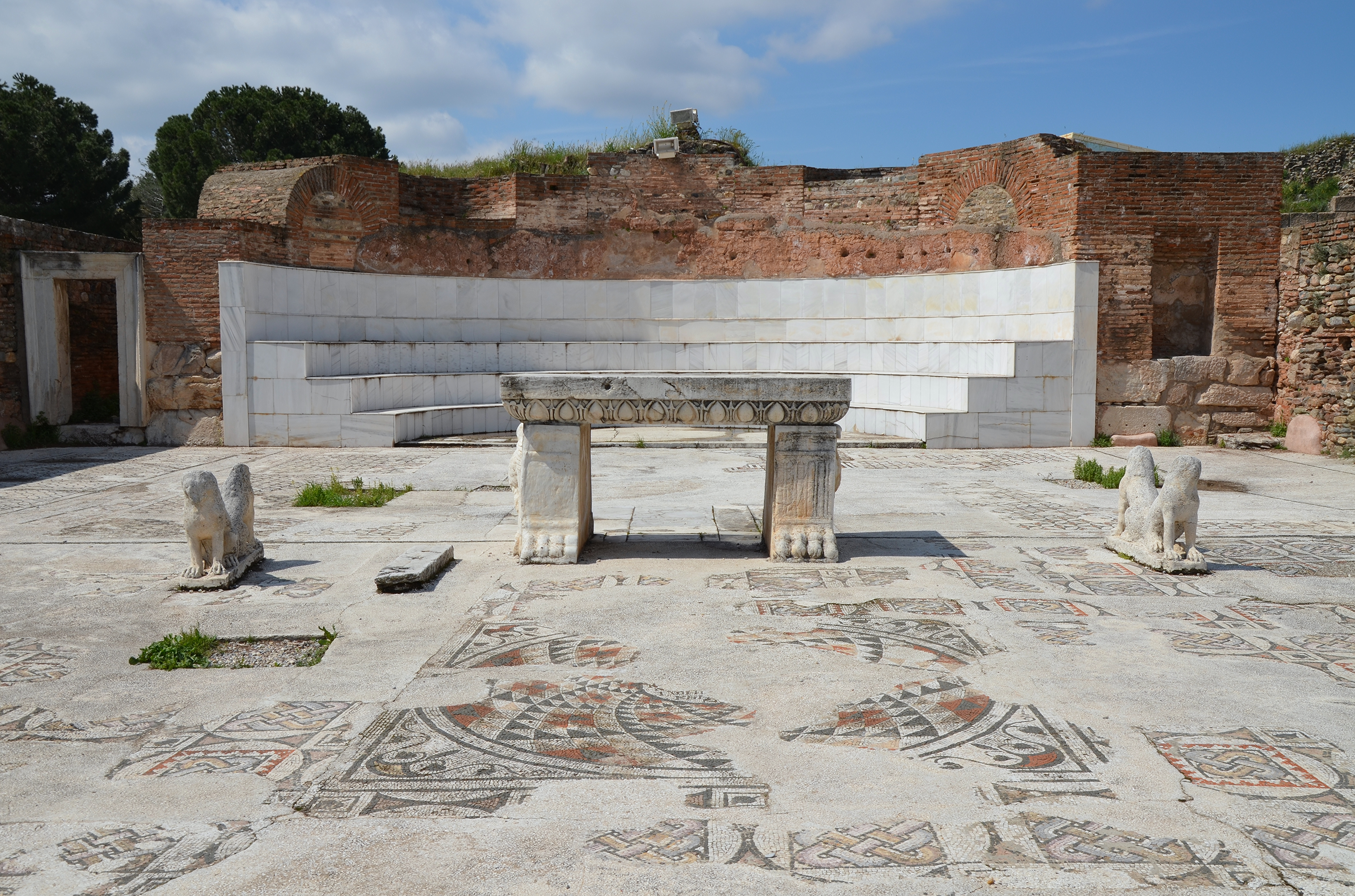
De Synagoge van Sardes (3e eeuw, Turkije) had een grote gemeenschap van Godvrezenden en Joden die geïntegreerd waren in het Romeinse burgerleven.

De Godvrezenden (Koinē-Grieks: φοβούμενοι τὸν Θεόν, phoboumenoi ton Theon, Hebreeuws: בני נח, Benee Noach, kinderen van Noach) ook wel de Godaanbidders (Koinè-Grieks; θεοσεβεῖς, Theosebeis) genoemd, waren een talrijke klasse van niet-Joodse sympathisanten van het Hellenistische Jodendom die in de Grieks-Romeinse wereld bestonden, die bepaalde Joodse religieuze riten en tradities in acht namen zonder volledige toetreders tot het Jodendom te worden. Het concept heeft precedenten in de proselieten van de Hebreeuwse Bijbel.
Vele van deze Grieks-Romeinse sympathisanten van het Hellenistische Jodendom, dat een monotheïstische of henotheïstische heidense achtergrond had, waren aanbidders van Caelus (de Romeinse naam/equivalent van het Tetragrammaton). Sommige moderne geleerden van de judaïstiek, zoals A. Thomas Kraabel, geloven dat de Godvrezenden die in het Nieuwe Testament worden genoemd (zoals Cornelius de Centurio) een fictieve uitvinding zijn van de Handelingen van de Apostelen. Meer in het algemeen is dat een Godvrezende iemand is die oprecht gelovig is; een vroom persoon.

## Overzicht

### Oorsprong, geschiedenis, status en verspreiding
Sinds het midden van de jaren 1980 raakte een groeiend aantal geleerden op het gebied van Joodse studies en geschiedenis van het Jodendom geïnteresseerd in het onderwerp Godvrezenden en hun relatie met het hellenistische Jodendom en het vroege christendom. Volgens de populaire mening waren dat Joden die tijdens de Hellenistische en Romeinse periode in de Grieks-Romeinse wereld leefden, en waren niet betrokken bij actieve missionaire inspanningen van massale bekering onder heidenen, hoewel veel historici het daar niet mee eens zijn.
Toen Joden emigreerden en zich vestigden in de Romeinse provincies van het Rijk, werd het Jodendom om vele redenen een aantrekkelijke religie voor een aantal heidenen; Godvrezenden en proselieten die volledige bekering ondergingen  waren Grieken of Romeinen, en kwamen uit alle sociale klassen: het waren meestal vrouwen en vrijgelatenen (Liberti), maar er waren ook ambachtslieden, soldaten en enkele mensen met een hoge status, zoals patriciërs en senatoren. Ondanks hun trouw aan het Jodendom waren de Godvrezenden vrijgesteld van het betalen van de "Joodse belasting" (fiscus judaïcus).
De klasse van Godvrezenden bestond tussen de 1e en de 3e eeuw CE. Ze worden genoemd in de Latijnse en Griekse literatuur, de historische werken van Flavius Josephus en Philo, rabbijnse literatuur, vroegchristelijke geschriften  en andere hedendaagse bronnen zoals Synagoge-inscripties  uit diasporagemeenschappen (in het oude koninkrijk Judea later 'Syrisch Palestina', Rome, en Klein-Azië).	
In het oud-Griekse theater van Milete lijken sommige zitplaatsen gereserveerd te zijn voor de Godvrezenden. 

### Hebreeuwse Bijbel (de Tenach,תנ"ך)
In de Hebreeuwse Bijbel wordt erkend dat de monotheïstische aanbidding van de niet-Joden of Noachieten gericht is op de God van de Joden. Dit vormt de categorie van yir'ei HaShem/ yir'ei Shamayim (Dat is Hebreeuws wat betekent; "Vrezen voor de Naam"/"Vrees voor de Hemel", De Naam is een Joods aanduiding voor de Tetragrammaton, vgl. Psalmen 115:11 ). Dit werd door de latere rabbijnse literatuur ontwikkeld tot het concept van Noachieten of Benee Noach, dat wil zeggen niet-Joden die de zeven wetten van Noach volgen, die in de rabbijnse geschriften werden toegeschreven aan het Noachitische Verbond.

### In inscripties, teksten en papyri
De Griekse en Latijnse termen die verwijzen naar Godvrezenden (theosebeis, sebomenoi, phoboumenoi, metuentes) zijn te vinden in oude literatuur (Grieks, Romeins en Joods) en synagoge-inscripties die zijn ontdekt in Aphrodisias, Panticapaeum, Tralles, Sardes, Venosa, Lorium (in Rome), Rhodos, Deliler (Philadelphia) en Milete. 
Te oordelen naar de verschillen in de Handelingen van de Apostelen, wordt aangenomen dat ze geen gerim tzedekim werden, waarvoor besnijdenis nodig was, hoewel het bewijs door de eeuwen heen sterk varieert en de betekenis van de term allerlei sympathieke heidenen kan hebben omvat, proselieten of niet. Er zijn ook ongeveer 300 tekst verwijzingen (4e eeuw BCE tot 3e eeuw BCE) naar een sekte van Hypsistarianen, van wie sommigen de Shabbat bewaakten, en die door veel geleerden worden gezien als sympathisanten met het Jodendom in verband met Godvrezenden .

### In vroegchristelijke geschriften
In het Nieuwe Testament en de vroegchristelijke geschriften worden de Griekse termen Godvrezenden en Godaanbidders gebruikt om die Noachieten aan te duiden die zich in verschillende mate aan het hellenistische Jodendom hechtten zonder volledige bekeerlingen te worden, en er wordt voornamelijk naar verwezen in het evangelie van Lucas (7:1-10) en uitgebreider in de Handelingen van de Apostelen, die het apostolische tijdperk van de 1e eeuw beschrijft.

### In hedendaagse Noachitische geschriften
Na de zondvloed, zoals verteld in het boek Genesis, waren Noach en zijn gezin de enige overlevenden die nog op aarde waren. In de nasleep sloot God een verbond met Noach en zijn nakomelingen en gaf hen zeven universele geboden die bekend staan als de Noachitische wetten. Deze wetten waren bedoeld als basis voor een morele samenleving die zou voorkomen dat de wereld opnieuw in chaos en corruptie zou vervallen. De Noachitische wetten zijn gebaseerd op de principes van ethisch gedrag en respect voor alle levende wezens. Ze behandelen een breed scala aan onderwerpen, waaronder het verbod op afgoderij, Godslastering, moord, verboden relaties, diefstal en wreedheid tegen dieren. Deze geboden zijn bedoeld om individuen en samenlevingen te leiden naar een rechtvaardiger en barmhartiger manier van leven. Eerst en vooral benadrukt het verbod op afgoderij het belang van het aanbidden van een hogere macht en het erkennen van de inherente waarde en waardigheid van alle volkeren. Godslastering, of respectloos spreken over God, wordt ook als een ernstig misdrijf beschouwd, omdat het de heiligheid van het Goddelijke ondermijnt. Het gebod tegen moord spreekt over de heiligheid van het leven en het belang van het respecteren van de inherente waardigheid van elk individu. Evenzo onderstreept het verbod op verboden relaties het belang van het onderhouden van gezonde en respectvolle relaties binnen families en gemeenschappen en voortplanting. Het gebod tegen diefstal benadrukt de waarde van eerlijkheid en integriteit in alle handelingen, terwijl het verbod op wreedheid tegen dieren de onderlinge verbondenheid van alle levende wezens benadrukt en het belang om ze met vriendelijkheid en mededogen te behandelen. Per slot van rekening is de eis voor samenlevingen om rechtbanken op te richten van essentieel belang voor het handhaven van de rechtsstaat en het waarborgen van gerechtigheid in gevallen van wangedrag. Dit gebod onderstreept het belang van een systeem om individuen verantwoordelijk te houden voor hun daden en om een eerlijk en onpartijdig proces te bieden voor het oplossen van geschillen.
Over het algemeen bieden de Noachitische wetten een alomvattend kader voor ethisch gedrag dat gebaseerd is op respect voor God, voor anderen en voor de natuurlijke wereld. Door deze fundamentele geboden te volgen, kunnen individuen en samenlevingen streven naar een rechtvaardiger, barmhartiger en morele manier van leven die het verbond eert dat na de zondvloed met Noach en zijn nakomelingen is gesloten. Veel mensen vragen zich vaak af waar ware moraliteit vandaan komt en hoe deze in de samenleving kan worden gevestigd. 
Het antwoord ligt in de fundamentele ethische code die bekend staat als de Noachitische Code, שבע מצוות בני נח, ook wel de Noachitische Wetten genoemd. Deze Goddelijke geboden zijn niet alleen de basis voor een rechtvaardige en ethische samenleving, maar ze bevatten ook de sleutel tot het ontsluiten van ons ware spirituele potentieel en het tot stand brengen van een harmonieuze en vredige wereld. De Zeven Noachitische wetten bestaan uit verboden tegen afgoderij, Godslastering, moord, diefstal, ongeoorloofde relaties, wreedheid tegen dieren en een positief bevel om rechtbanken op te richten. Deze wetten zijn niet alleen een reeks regels die moeten worden gevolgd, maar een pad naar spirituele groei en verlichting. Door zich aan deze geboden te houden, kunnen individuen hun potentieel als moreel wezen vervullen en bijdragen aan de verbetering van de samenleving als geheel. Door de Zeven Noachitische Wetten te omarmen, kunnen individuen de wereld mooier en vromer maken, waar God 's Goddelijke licht helder schijnt. Door deze eeuwige geboden kunnen we ons potentieel vervullen en het geestelijke doel van de Schepping verwezenlijken.

### Rol in het christendom van de eerste eeuw
Judaïserende niet-Joden en Godvrezenden worden door moderne geleerden beschouwd als van groot belang voor de groei van het vroege christendom; ze vertegenwoordigden een groep niet-Joden die tot op zekere hoogte religieuze ideeën en praktijken deelden met Joden. De Godvrezenden waren echter slechts "gedeeltelijke" bekeerlingen, die zich bezighielden met bepaalde Joodse riten en tradities zonder een stap verder te gaan naar daadwerkelijke bekering tot het Jodendom, wat volledige naleving van de 613 Mitswot zou hebben vereist (inclusief verschillende verboden zoals kasjroet, besnijdenis, Sjabbat naleving, enz.) die over het algemeen onaantrekkelijk waren voor aspirant-Jood (grotendeels Griekse) bekeerlingen. De rite van de besnijdenis was vooral onaantrekkelijk en verfoeilijk in de klassieke beschaving omdat het de gewoonte was om een uur per dag of zo naakt te oefenen in de gymzaal en in Romeinse baden, daarom wilden niet-Joodse mannen niet in het openbaar gezien worden zonder hun voorhuid. De Hellenistische en de Romeinse cultuur vonden besnijdenis beide wreed en weerzinwekkend. 